# 舊圖書館 (加的夫)

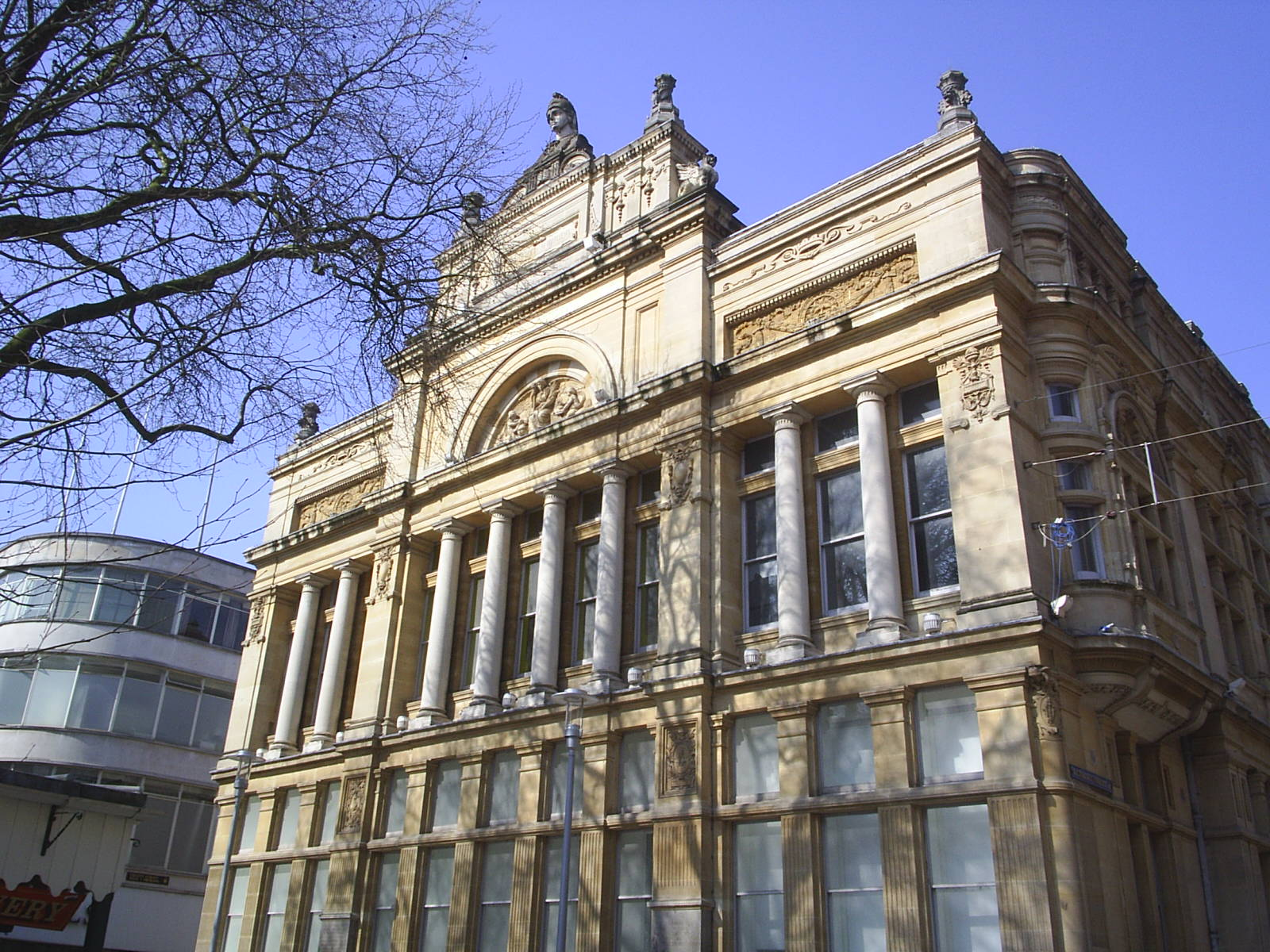

舊圖書館（英語：The Old Library）是英國威爾斯加的夫的一座II*級登錄建築。這座建築位於加的夫市中心，最初名為加的夫自由圖書館（Cardiff Free Library）。1988年之前，舊圖書館是加的夫的中央圖書館。現在該建築是加的夫博物館的展館。

## 外部連結
- 维基共享资源上的相關多媒體資源：舊圖書館
- Cardiff Story homepage （页面存档备份，存于）
- Yr Hen Lyfrgell homepage （页面存档备份，存于）